# 雙帶非洲鮭鯉
雙帶非洲鮭鯉（学名：Alestopetersius bifasciatus）為輻鰭魚綱脂鯉目脂鯉亞目鮭脂鯉科的其中一種熱帶淡水魚，其种加词“bifasciatus”意为“双带的”。分布於非洲剛果河中游流域，體長可達5.7公分，棲息在底中層水域，生活習性不明。